# Urceola huaitingii
Urceola huaitingii är en oleanderväxtart som först beskrevs av Woon Young Chun och Tsiang, och fick sitt nu gällande namn av D.J. Middleton. Urceola huaitingii ingår i släktet Urceola och familjen oleanderväxter. Inga underarter finns listade i Catalogue of Life.